# Ново-Село (Софийская область)
Ново-Село (болг. Ново село) — село в Болгарии. Находится в Софийской области, входит в общину Самоков. Население составляет 99 человек.

## Политическая ситуация
Ново-Село подчиняется непосредственно общине и не имеет своего кмета.
Кмет (мэр) общины Самоков — Ангел Симеонов Николов (Болгарская социалистическая партия (БСП)) по результатам выборов в правление общины.